# Prémilhat
Prémilhat (prononcer [pʁemija]) est une commune française, située dans le département de l'Allier en région Auvergne-Rhône-Alpes.

## Géographie

### Communes limitrophes
|                 | Domérat     | Montluçon           |
| Quinssaines     | Prémilhat   | Lavault-Sainte-Anne |
| Teillet-Argenty | Lignerolles |                     |

### Climat
Pour des articles plus généraux, voir Climat d'Auvergne-Rhône-Alpes et Climat de l'Allier.
En 2010, le climat de la commune est de type climat océanique dégradé des plaines du Centre et du Nord, selon une étude du CNRS s'appuyant sur une série de données couvrant la période 1971-2000. En 2020, Météo-France publie une typologie des climats de la France métropolitaine dans laquelle la commune est exposée à un climat de montagne ou de marges de montagne et est dans la région climatique Ouest et nord-ouest du Massif Central, caractérisée par une pluviométrie annuelle de 900 à 1 500 mm, maximale en automne et en hiver.
Pour la période 1971-2000, la température annuelle moyenne est de 11 °C, avec une amplitude thermique annuelle de 15,8 °C. Le cumul annuel moyen de précipitations est de 770 mm, avec 10,7 jours de précipitations en janvier et 6,8 jours en juillet. Pour la période 1991-2020, la température moyenne annuelle observée sur la station météorologique de Météo-France la plus proche, sur la commune de Montluçon à 6 km à vol d'oiseau, est de 12,0 °C et le cumul annuel moyen de précipitations est de 637,1 mm,. Pour l'avenir, les paramètres climatiques de la commune estimés pour 2050 selon différents scénarios d'émission de gaz à effet de serre sont consultables sur un site dédié publié par Météo-France en novembre 2022.

## Urbanisme

### Typologie
Au 1er janvier 2024, Prémilhat est catégorisée commune rurale à habitat dispersé, selon la nouvelle grille communale de densité à 7 niveaux définie par l'Insee en 2022.
Elle appartient à l'unité urbaine de Montluçon, une agglomération intra-départementale dont elle est une commune de la banlieue,. Par ailleurs la commune fait partie de l'aire d'attraction de Montluçon, dont elle est une commune de la couronne,. Cette aire, qui regroupe 58 communes, est catégorisée dans les aires de 50 000 à moins de 200 000 habitants,.

### Occupation des sols

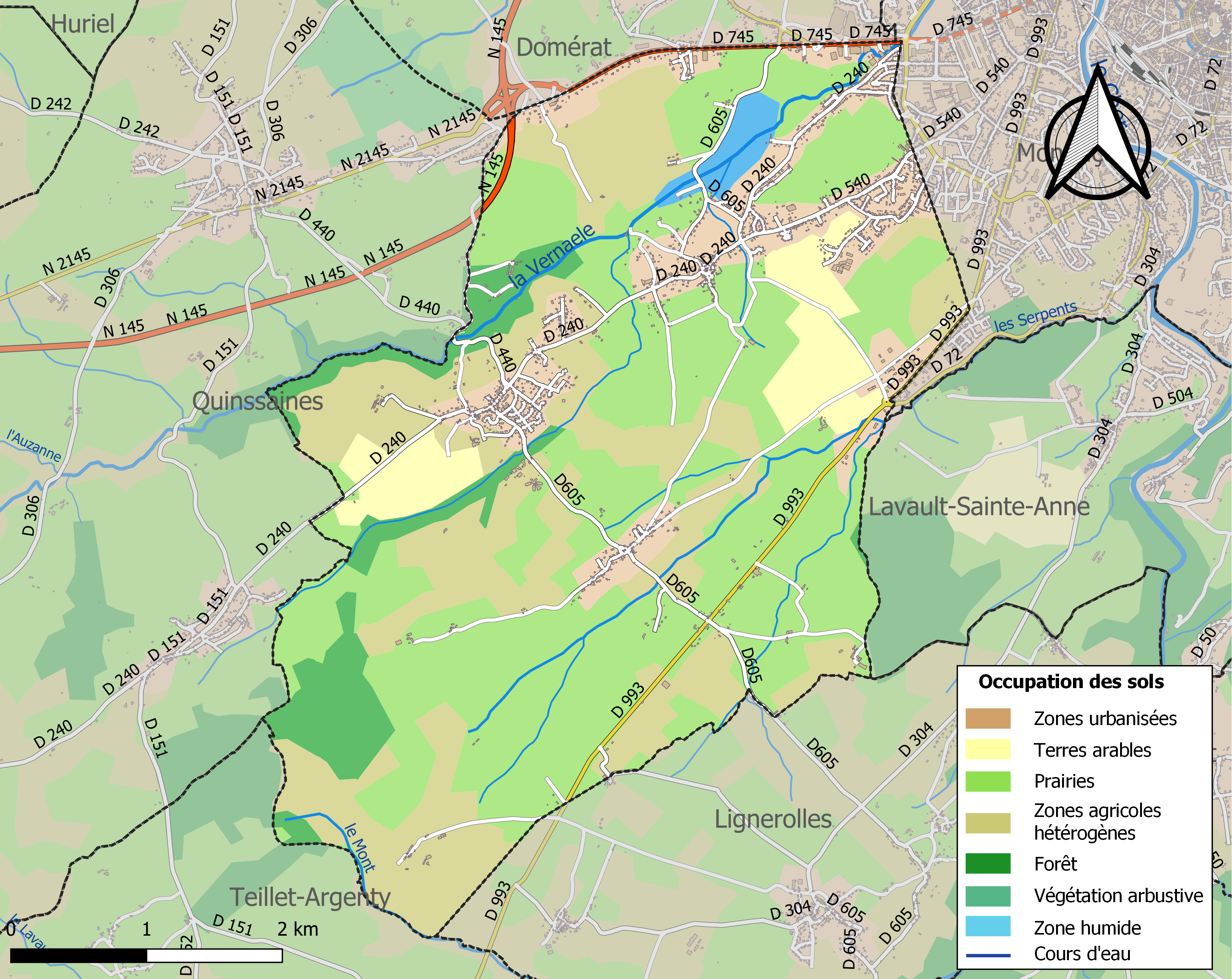
Carte des infrastructures et de l'occupation des sols de la commune en 2018 (CLC).

L'occupation des sols de la commune, telle qu'elle ressort de la base de données européenne d’occupation biophysique des sols Corine Land Cover (CLC), est marquée par l'importance des territoires agricoles (79 % en 2018), en diminution par rapport à 1990 (82,7 %). La répartition détaillée en 2018 est la suivante : 
prairies (45,7 %), zones agricoles hétérogènes (27,3 %), zones urbanisées (10,6 %), forêts (6,9 %), terres arables (6 %), zones industrielles ou commerciales et réseaux de communication (1,9 %), eaux continentales (1,5 %).
L'IGN met par ailleurs à disposition un outil en ligne permettant de comparer l’évolution dans le temps de l’occupation des sols de la commune (ou de territoires à des échelles différentes). Plusieurs époques sont accessibles sous forme de cartes ou photos aériennes : la carte de Cassini (XVIIIe siècle), la carte d'état-major (1820-1866) et la période actuelle (1950 à aujourd'hui).

## Toponymie
Prémilhat vient directement du nom local de Premilhat en dialecte bourbonnais, traditionnellement parlé dans la région de Montluçon. La commune fait, en effet, partie du Croissant, zone où se rejoignent et se mélangent la langue occitane et la langue d'oïl (berrichon).

## Histoire
Le 14 août 1944, un peu avant 7 heures du matin, 42 civils qui étaient détenus à la caserne Richemont de Montluçon (résistants, personnes arrêtées lors de rafles, etc.) ont été fusillés au lieu-dit la Carrière des Grises sur la commune de Prémilhat, probablement en représailles de l'attaque d'un convoi allemand à Doyet par les FFI le 12 août, attaque qui avait causé la mort d'un officier et de plusieurs soldats allemands.

## Politique et administration

### Administration municipale
Le conseil municipal, réuni en mai 2020 pour réélire le maire (Bernard Pozzoli), a désigné cinq adjoints.
| Période                                  | Période                   | Identité        | Étiquette | Qualité |
| ---------------------------------------- | ------------------------- | --------------- | --------- | --- |
| Les données manquantes sont à compléter. |                           |                 |           | |
| octobre 1977                             | mars 1995                 | Jean Limoges    | PS        | |
| 1995                                     | mars 2008                 | Claude André    | DVD       | Artisan |
| mars 2008                                | En cours (au 5 juin 2020) | Bernard Pozzoli | PS        | Cadre Conseiller général (canton de Montluçon-Ouest) (2004-2015) puis départemental (canton de Montluçon-4) (depuis 2015) Réélu en 2014, puis en mai 2020 |

### Jumelages
Templemore (Irlande) depuis 2004

## Population et société

### Démographie
L'évolution du nombre d'habitants est connue à travers les recensements de la population effectués dans la commune depuis 1793. Pour les communes de moins de 10 000 habitants, une enquête de recensement portant sur toute la population est réalisée tous les cinq ans, les populations de référence des années intermédiaires étant quant à elles estimées par interpolation ou extrapolation. Pour la commune, le premier recensement exhaustif entrant dans le cadre du nouveau dispositif a été réalisé en 2004.

En 2022, la commune comptait 2 513 habitants, en évolution de +3,03 % par rapport à 2016 (Allier : −1,38 %, France hors Mayotte : +2,11 %).
| 1793 | 1800 | 1806 | 1821 | 1831 | 1836 | 1841 | 1846 | 1851 |
| ---- | ---- | ---- | ---- | ---- | ---- | ---- | ---- | ---- |
| 149  | 474  | 456  | 584  | 606  | 642  | 570  | 591  | 558  |

| 1856 | 1861 | 1866 | 1872 | 1876 | 1881 | 1886 | 1891 | 1896 |
| ---- | ---- | ---- | ---- | ---- | ---- | ---- | ---- | ---- |
| 616  | 557  | 592  | 638  | 719  | 737  | 841  | 773  | 867  |

| 1901 | 1906 | 1911 | 1921 | 1926 | 1931 | 1936 | 1946 | 1954 |
| ---- | ---- | ---- | ---- | ---- | ---- | ---- | ---- | ---- |
| 829  | 793  | 766  | 689  | 670  | 632  | 611  | 687  | 743  |

| 1962  | 1968  | 1975  | 1982  | 1990  | 1999  | 2004  | 2006  | 2009  |
| ----- | ----- | ----- | ----- | ----- | ----- | ----- | ----- | ----- |
| 1 009 | 1 172 | 1 741 | 2 162 | 2 051 | 1 995 | 2 102 | 2 149 | 2 287 |

| 2014  | 2019  | 2022  | - | - | - | - | - | - |
| ----- | ----- | ----- | - | - | - | - | - | - |
| 2 434 | 2 507 | 2 513 | - | - | - | - | - | - |

## Culture locale et patrimoine

### Lieux et monuments
- Église Saint-Pierre du XIXe siècle.
- Château du Mas du XVIe siècle, altéré au début du XXe siècle. Fief de la famille Boudet du Mas puis possession des Aujay de La Dure.
- Étang de Sault.
- Chapelle de la Birse.

### Personnalités liées à la commune
- Georges Troubat, né à Montluçon en 1885, mort à Prémilhat en 1955, industriel montluçonnais, fils de Pierre Troubat, fondateur de la Société générale des cires françaises. Il fut maire de Prémilhat de 1935 à 1955[23]. Il est le frère de François-Joseph Troubat, industriel, collectionneur d'art et mécène.

### Héraldique
| Blason de Prémilhat | Blason  | Parti : au 1er d’or au vol de sable, au 2e d’azur au poisson d’argent posé en bande ; au chef de gueules chargé de deux clés d’or passées en sautoir. |
| Blason de Prémilhat | Détails | Le statut officiel du blason reste à déterminer. |